# (23818) Matthewlepow
(23818) Matthewlepow est un astéroïde de la ceinture principale d'astéroïdes.

## Description
(23818) Matthewlepow est un astéroïde de la ceinture principale d'astéroïdes. Il fut découvert le 17 août 1998 à Socorro (Nouveau-Mexique) par le projet LINEAR. Il présente une orbite caractérisée par un demi-grand axe de 2,77 UA, une excentricité de 0,17 et une inclinaison de 5,7° par rapport à l'écliptique.

## Compléments